# Världsmästerskapet i ishockey för herrar 2019
Världsmästerskapet i ishockey för herrar 2019 var det 83:e mästerskapet, och spelades beträffande toppdivisionen under perioden 10-26 maj 2019 i Slovakien.
VM i de lägre divisionerna spelades på andra platser och under andra tidpunkter.
- Division I, grupp A i Nur-Sultan (novarande Astana), Kazakstan från 29 april till 5 maj 2019.
- Division I, grupp B i Tallinn, Estland från 28 april till 4 maj 2019.
- Division II, grupp A i Belgrad, Serbien från 9 till 15 april 2019.
- Division II, grupp B i Mexico City, Mexiko från 21 till 27 april 2019.
- Division III i Sofia, Bulgarien från 22 till 28 april 2019.
- Division III, kval i Abu Dhabi, Förenade Arabemiraten från 31 mars till 6 april 2019.

Finland vann sin tredje guldmedalj genom att slå Kanada i finalen. Finnarna, som tävlade med arton VM-debutanter och endast två spelare från National Hockey League, var kraftigt nederlagstippade. De segrade mot lagen från Sverige, Ryssland och Kanada, som alla hade tippats som segrare innan turneringen. Åtta år efter VM i Slovakien 2011 vann Finland åter guld. Ryssland säkrade bronsmedaljen genom att besegra Tjeckien efter förlängning och straffar.
Storbritannien klamrade sig kvar i toppdivisionen genom att vinna över Frankrike i deras sista gruppspelsmatch på övertid. Detta var Storbritanniens första seger på denna nivå sedan VM 1962, då de vann över Finland med 7-5, samt deras återkomst till toppdivisionen sedan VM 1994. 
I Division III-kvalet deltog för första gången lag från Thailand och Kirgizistan i VM. Kirgizistan vann sina fyra första matcher men då de använt otillåtna spelare ändrades resultaten till förluster med 0-5. 

## Toppdivisionen
Mästerskapet spelades i Slovakien, i städerna Bratislava och Košice. Det meddelade IIHF den 15 maj 2015.

### Ansökningar
En ansökan kvarstod efter det att Schweiz drog tillbaka sin ansökan i januari 2015. Schweiz anmälde istället sitt intresse för VM 2020.  
- Slovakien

Slovakien stod som arrangör senast 2011.

### Deltagande lag
| Europa - Danmark* - Finland* - Frankrike* - Italien^ - Lettland* - Norge* - Ryssland* - Schweiz* - Slovakien† - Storbritannien^ - Sverige* - Tjeckien* - Tyskland* - Österrike* Nordamerika - Kanada* - USA* |

† = Värdnation och automatiskt kvalificerat
^ = Kvalificerade genom att placera sig etta eller tvåa i Division I Grupp A vid VM i ishockey 2018
* = Kvalificerade genom att placera sig bland de 14 första lagen i Världsmästerskapet i ishockey för herrar 2018

### Gruppspel

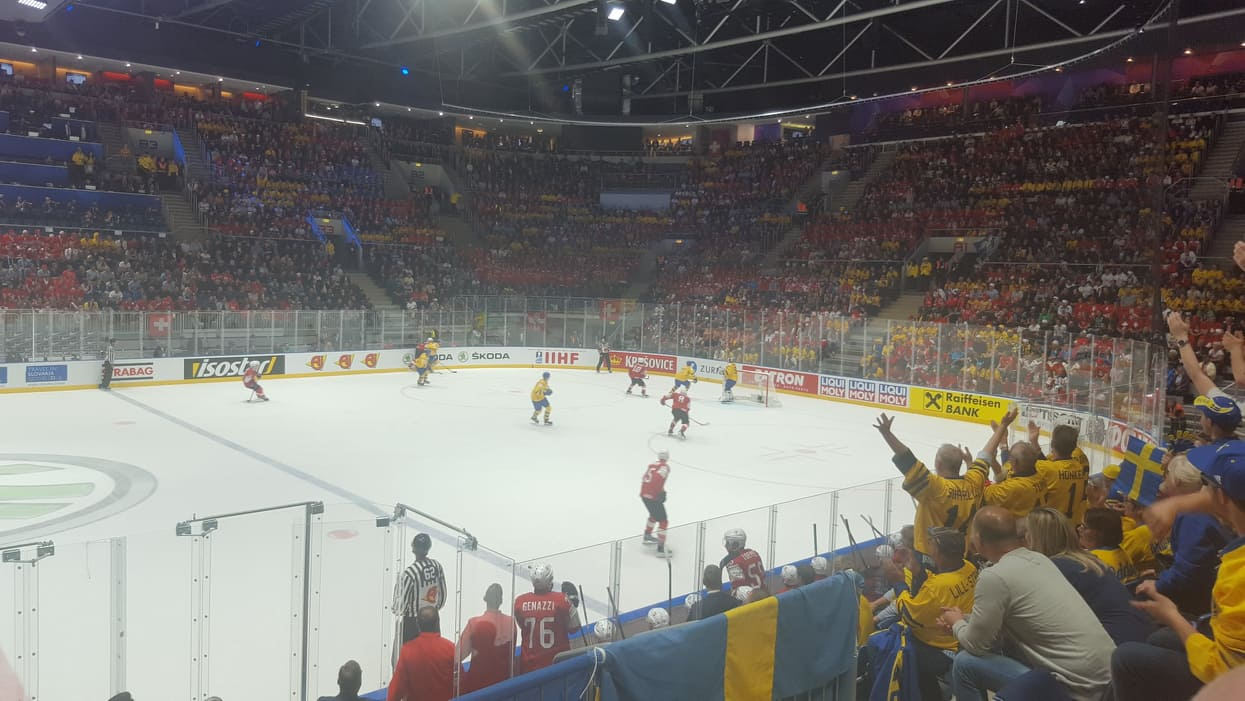
Matchen mellan Sverige och Schweiz under gruppspelet i Bratislava.

Grupp A spelas i Košice, medan grupp B avgörs i Bratislava.
| Grupp A        | S | V | ÖV | ÖF | F | GM | IM | MS  | P  |
| -------------- | - | - | -- | -- | - | -- | -- | --- | -- |
| Kanada         | 7 | 6 | 0  | 0  | 1 | 36 | 11 | +25 | 18 |
| Finland        | 7 | 5 | 0  | 1  | 1 | 22 | 11 | +11 | 16 |
| Tyskland       | 7 | 5 | 0  | 0  | 2 | 18 | 18 | 0   | 15 |
| USA            | 7 | 4 | 1  | 0  | 2 | 27 | 15 | +12 | 14 |
| Slovakien      | 7 | 3 | 1  | 0  | 3 | 28 | 19 | +9  | 11 |
| Danmark        | 7 | 1 | 1  | 1  | 4 | 18 | 23 | −5  | 6  |
| Storbritannien | 7 | 0 | 1  | 0  | 6 | 9  | 41 | −32 | 2  |
| Frankrike      | 7 | 0 | 0  | 2  | 5 | 14 | 34 | −20 | 2  |

| Avancemang till slutspel | Nedflyttat till Division I A 2020 |

| Grupp B   | S | V | ÖV | ÖF | F | GM | IM | MS  | P  |
| --------- | - | - | -- | -- | - | -- | -- | --- | -- |
| Ryssland  | 7 | 7 | 0  | 0  | 0 | 36 | 7  | +29 | 21 |
| Tjeckien  | 7 | 6 | 0  | 0  | 1 | 39 | 14 | +25 | 18 |
| Sverige   | 7 | 5 | 0  | 0  | 2 | 41 | 21 | +20 | 15 |
| Schweiz   | 7 | 4 | 0  | 0  | 3 | 27 | 14 | +13 | 12 |
| Lettland  | 7 | 3 | 0  | 0  | 4 | 21 | 20 | +1  | 9  |
| Norge     | 7 | 2 | 0  | 0  | 5 | 19 | 33 | −14 | 6  |
| Italien   | 7 | 0 | 1  | 0  | 6 | 5  | 48 | −43 | 2  |
| Österrike | 7 | 0 | 0  | 1  | 6 | 9  | 40 | −31 | 1  |

| Avancemang till slutspel | Nedflyttat till Division I A 2020 |

### Slutspel
|  | Kvartsfinal |                 |             |  |    |            |                   |            |  |       |        |         |   |
|  | A1          | Kanada (e.fl.)  | 3           |  |    |            |                   |            |  |       |        |         |   |
|  | B4          | Schweiz         | 2           |  |    | Semifinal  | Semifinal         | Semifinal  |  |       |        |         |   |
|  |             |                 |             |  |    | #2         | Kanada            | 5          |  |       |        |         |   |
|  | Kvartsfinal | Kvartsfinal     | Kvartsfinal |  | #3 | Tjeckien   | 1                 |            |  |       |        |         |   |
|  | B1          | Ryssland        | 4           |  |    |            |                   |            |  |       |        |         |   |
|  | A4          | USA             | 3           |  |    | Bronsmatch | Bronsmatch        | Bronsmatch |  | Final | Final  | Final   |   |
|  |             |                 |             |  |    | #1         | Ryssland (e.str.) | 3          |  | #2    | Kanada | 1       |   |
|  | Kvartsfinal | Kvartsfinal     | Kvartsfinal |  |    | #3         | Tjeckien          | 2          |  |       | #4     | Finland | 3 |
|  | B2          | Tjeckien        | 5           |  |    |            |                   |            |  |       |        |         |   |
|  | A3          | Tyskland        | 1           |  |    | Semifinal  | Semifinal         | Semifinal  |  |       |        |         |   |
|  |             |                 |             |  |    | #1         | Ryssland          | 0          |  |       |        |         |   |
|  | Kvartsfinal | Kvartsfinal     | Kvartsfinal |  | #4 | Finland    | 1                 |            |  |       |        |         |   |
|  | A2          | Finland (e.fl.) | 5           |  |    |            |                   |            |  |       |        |         |   |
|  | B3          | Sverige         | 4           |  |    |            |                   |            |  |       |        |         |   |

Lagen omseedades efter kvartsfinalerna utifrån resultaten i gruppspelet. Det bäst kvalificerade laget mötte det sämst kvalificerade laget i semifinal. Seedningen var 1) Ryssland, 2) Kanada, 3) Tjeckien, 4) Finland, 5) Sverige, 6) Tyskland, 7) USA, 8) Schweiz.

### Slutresultat
Slutresultat av VM 2019 (baserat på resultat i gruppspel och utslagsspel):
|    | Finland        |
|    | Kanada         |
|    | Ryssland       |
| 4  | Tjeckien       |
| 5  | Sverige        |
| 6  | Tyskland       |
| 7  | USA            |
| 8  | Schweiz        |
| 9  | Slovakien      |
| 10 | Lettland       |
| 11 | Danmark        |
| 12 | Norge          |
| 13 | Storbritannien |
| 14 | Italien        |
| 15 | Frankrike      |
| 16 | Österrike      |

| Nedflyttat till Division I Grupp A 2020 |

### Utmärkelser

#### Mest värdefulla spelare
Utsågs av medierna som mästerskapets mest värdefulle spelare.
| Position | Spelare    |
| -------- | ---------- |
| MVP      | Mark Stone |

#### Bästa spelare
Utsågs av turneringsledningen.
| Position | Spelare            |
| -------- | ------------------ |
| Målvakt  | Andrej Vasilevskij |
| Back     | Filip Hronek       |
| Forward  | Nikita Kutjerov    |

#### All star-team
Utsågs av medierna.
| Position | Spelare            |
| -------- | ------------------ |
| Målvakt  | Andrej Vasilevskij |
| Backar   | Filip Hronek       |
| Backar   | Mikko Lehtonen     |
| Forwards | Mark Stone         |
| Forwards | William Nylander   |
| Forwards | Jakub Voráček      |

### Skytteliga
Listan visar skytteligatoppen sorterad på poäng och i andra hand mål.
| Spelare          | SM | M | A  | Png | +/− | PIM | POS |
| ---------------- | -- | - | -- | --- | --- | --- | --- |
| William Nylander | 8  | 5 | 13 | 18  | +16 | 0   | F   |
| Nikita Kutjerov  | 10 | 6 | 10 | 16  | +11 | 4   | F   |
| Nikita Gusev     | 10 | 4 | 12 | 16  | +12 | 0   | F   |
| Jakub Voráček    | 10 | 4 | 12 | 16  | +10 | 2   | F   |
| Mark Stone       | 10 | 8 | 6  | 14  | +10 | 0   | F   |
| Anthony Mantha   | 9  | 7 | 7  | 14  | +9  | 16  | F   |
| Michael Frolík   | 10 | 7 | 7  | 14  | +8  | 2   | F   |
| Dominik Kubalík  | 10 | 6 | 6  | 12  | +10 | 0   | F   |
| Dominik Simon    | 10 | 4 | 8  | 12  | +10 | 2   | F   |
| Patrick Kane     | 8  | 2 | 10 | 12  | 0   | 4   | F   |

SM = Spelade matcher; M = Mål; A = Assists; Png = Poäng; +/− = Plus/Minus; PIM = Utvisad i minuter; POS = Position

Källa: IIHF.com

### Målvaktsliga
Endast de fem högst rankade målvakterna, baserat på räddningsprocent, och som spelat minst 40 % av lagets speltid, är inkluderade i listan.
| Spelare              | TOI    | GA | GAA  | SA  | Sv%   | SO |
| -------------------- | ------ | -- | ---- | --- | ----- | -- |
| Andrej Vasilevskij   | 488:02 | 13 | 1.60 | 240 | 94.58 | 2  |
| Kevin Lankinen       | 480:41 | 12 | 1.50 | 207 | 94.20 | 2  |
| Mathias Niederberger | 237:14 | 7  | 1.77 | 120 | 94.17 | 0  |
| Leonardo Genoni      | 241:30 | 8  | 1.99 | 129 | 93.80 | 0  |
| Sebastian Dahm       | 307:18 | 10 | 1.95 | 138 | 92.75 | 1  |

TOI = Spelat i minuter (minutes:seconds); SA = Skott mot; GA = Insläppta mål; GAA = Insläppta mål i snitt; Sv% = Räddningsprocent; SO =Nollan (sport)

Källa: IIHF.com

## Division I

### Grupp A
Division I A-turneringen spelades i Nur-Sultan, Kazakstan från 29 april till 5 maj 2019.
| Nation      | S | V | ÖV | ÖF | F | GM | IM | MS  | P  |
| ----------- | - | - | -- | -- | - | -- | -- | --- | -- |
| Kazakstan   | 5 | 4 | 1  | 0  | 0 | 16 | 7  | +9  | 14 |
| Vitryssland | 5 | 3 | 0  | 1  | 1 | 14 | 12 | +2  | 10 |
| Sydkorea    | 5 | 3 | 0  | 0  | 2 | 16 | 11 | +5  | 9  |
| Slovenien   | 5 | 2 | 0  | 0  | 3 | 21 | 12 | +9  | 6  |
| Ungern      | 5 | 1 | 0  | 0  | 4 | 7  | 18 | −11 | 3  |
| Litauen     | 5 | 1 | 0  | 0  | 4 | 7  | 21 | −14 | 3  |

| Uppflyttat till Toppdivisionen 2020 | Nedflyttat till Division I Grupp B 2020 |

### Grupp B
Division I B-turneringen spelades i Tallinn, Estland från 28 april till 4 maj 2019.
| Nation        | S | V | ÖV | ÖF | F | GM | IM | MS  | P  |
| ------------- | - | - | -- | -- | - | -- | -- | --- | -- |
| Rumänien      | 5 | 3 | 2  | 0  | 0 | 18 | 9  | +9  | 13 |
| Polen         | 5 | 4 | 0  | 1  | 0 | 27 | 13 | +14 | 13 |
| Japan         | 5 | 2 | 0  | 0  | 3 | 16 | 17 | −1  | 6  |
| Estland       | 5 | 1 | 1  | 1  | 2 | 15 | 16 | −1  | 6  |
| Ukraina       | 5 | 1 | 0  | 1  | 3 | 17 | 20 | −3  | 4  |
| Nederländerna | 5 | 1 | 0  | 0  | 4 | 7  | 25 | −18 | 3  |

| Uppflyttat till Division I Grupp A 2020 | Nedflyttat till Division II Grupp A 2020 |

## Division II

### Grupp A
Division II A-turneringen spelades i Belgrad, Serbien från 9 till 15 april 2019.
| Nation     | S | V | ÖV | ÖF | F | GM | IM | MS  | P  |
| ---------- | - | - | -- | -- | - | -- | -- | --- | -- |
| Serbien    | 5 | 3 | 1  | 0  | 1 | 20 | 14 | +6  | 11 |
| Kroatien   | 5 | 3 | 1  | 0  | 1 | 19 | 9  | +10 | 11 |
| Australien | 5 | 3 | 0  | 1  | 1 | 14 | 10 | +4  | 10 |
| Spanien    | 5 | 2 | 0  | 2  | 1 | 14 | 16 | −2  | 8  |
| Kina       | 5 | 1 | 0  | 0  | 4 | 14 | 21 | −7  | 3  |
| Belgien    | 5 | 0 | 1  | 0  | 4 | 11 | 22 | −11 | 2  |

| Uppflyttat till Division I Grupp B 2020 | Nedflyttat till Division II Grupp B 2020 |

### Grupp B
Division II B-turneringen spelades i Mexico City, Mexiko från 21 till 27 april 2019.
| Nation      | S | V | ÖV | ÖF | F | GM | IM | MS  | P  |
| ----------- | - | - | -- | -- | - | -- | -- | --- | -- |
| Israel      | 5 | 4 | 1  | 0  | 0 | 32 | 16 | +16 | 14 |
| Island      | 5 | 3 | 0  | 0  | 2 | 26 | 15 | +11 | 9  |
| Nya Zeeland | 5 | 3 | 0  | 0  | 2 | 26 | 18 | +8  | 9  |
| Georgien    | 5 | 2 | 0  | 0  | 3 | 18 | 27 | −9  | 6  |
| Mexiko      | 5 | 1 | 0  | 1  | 3 | 17 | 25 | −8  | 4  |
| Nordkorea   | 5 | 1 | 0  | 0  | 4 | 19 | 37 | −18 | 3  |

| Uppflyttat till Division II Grupp A 2020 | Nedflyttat till Division III 2020 |

## Division III
Division III-turneringen spelades i Sofia, Bulgarien från 22 till 28 april 2019.
| Nation           | S | V | ÖV | ÖF | F | GM | IM | MS  | P  |
| ---------------- | - | - | -- | -- | - | -- | -- | --- | -- |
| Bulgarien        | 5 | 5 | 0  | 0  | 0 | 39 | 7  | +32 | 15 |
| Turkiet          | 5 | 3 | 0  | 0  | 2 | 21 | 17 | +4  | 9  |
| Turkmenistan     | 5 | 2 | 0  | 1  | 2 | 21 | 21 | 0   | 7  |
| Luxemburg        | 5 | 2 | 0  | 0  | 3 | 15 | 20 | −5  | 6  |
| Kinesiska Taipei | 5 | 1 | 1  | 0  | 3 | 23 | 35 | −12 | 5  |
| Sydafrika        | 5 | 1 | 0  | 0  | 4 | 18 | 37 | −19 | 3  |

| Uppflyttat till Division II Grupp B 2020 | Nedflyttat till Division III kval 2020 |

## Division III kval
Division III-kvalturneringen spelades i Abu Dhabi, Förenade Arabemiraten från 31 mars till 6 april 2019. För första gången deltog Thailand och Kirgizistan i VM. Kirgizistan vann sina fyra första matcher men då de använt otillåtna spelare ändrades resultaten till förluster med 0-5.
| Nation                  | S | V | ÖV | ÖF | F | GM | IM | MS  | P  |
| ----------------------- | - | - | -- | -- | - | -- | -- | --- | -- |
| Förenade arabemiraten   | 5 | 4 | 0  | 0  | 1 | 46 | 14 | +32 | 12 |
| Hongkong                | 5 | 4 | 0  | 0  | 1 | 31 | 18 | +13 | 12 |
| Thailand                | 5 | 2 | 1  | 0  | 2 | 26 | 19 | +7  | 8  |
| Bosnien och Hercegovina | 5 | 2 | 0  | 1  | 2 | 21 | 22 | −1  | 7  |
| Kuwait                  | 5 | 1 | 0  | 0  | 4 | 9  | 43 | −34 | 3  |
| Kirgizistan             | 5 | 1 | 0  | 0  | 4 | 7  | 24 | −17 | 3  |

| Uppflyttat till Division III 2020 |

## Källa
1. ↑  ”2017-2018 IIHF CALENDAR OF EVENTS” (på engelska). Arkiverad från originalet den 31 mars 2020. https://web.archive.org/web/20200331080949/http://webarchive.iihf.com/fileadmin/user_upload/PDF/2017-2018_IIHF_Calendar_of_Events_08_05_2018.pdf. Läst 12 maj 2018.
2. 1 2  ”Russia shoots down Czechs for bronze”. iihf.com. https://www.iihf.com/en/events/2019/wm/news/13054/rus-cze-bmg. Läst 27 maj 2019.
3. ↑  ”Skrällen ett faktum – Finland är världsmästare”. svt.se. https://www.svt.se/sport/ishockey-vm/kanada-finland-1. Läst 28 maj 2019.
4. ↑  ”The history makers”. iihf.com. https://www.iihf.com/en/events/2019/wm/news/12029/the-history-makers. Läst 28 maj 2019.
5. ↑  ”IIHF ICE HOCKEY WORLD CHAMPIONSHIPS DIV IIIQ - COMPETITION SCHEDULE” (på engelska). IIHF. http://stats.iihf.com/Hydra/695/IHM695000_08_1_0.pdf. Läst 24 april 2019.
6. ↑  ”Back to Slovakia, Switzerland” (på engelska). International Ice Hockey Federation. 15 maj 2015. Arkiverad från originalet den 20 januari 2019. https://web.archive.org/web/20190120150354/http://www.iihfworlds2015.com/en/news/back-to-slovakia-switzerland. Läst 18 maj 2015.
7. 1 2  ”Two applicants for 2019”. IIHF. 8 september 2014. Arkiverad från originalet den 14 augusti 2020. https://web.archive.org/web/20200814084041/http://webarchive.iihf.com/fi/home-of-hockey/news/news-singleview/?tx_ttnews%5Btt_news%5D=9100&cHash=6f6ec383fd96c0b0642535c76c713ac3. Läst 9 september 2014.
8. ↑  ”Swiss apply to host 2020 Worlds”. IIHF. 12 januari 2015. Arkiverad från originalet den 31 mars 2020. https://web.archive.org/web/20200331081811/http://webarchive.iihf.com/fi/home-of-hockey/news/news-singleview/?tx_ttnews%5Btt_news%5D=9367&cHash=37885671f3b854f957a88755244cc188. Läst 10 februari 2015.
9. ↑  ”COMPETITION SCHEDULE” (på engelska). IIHF. Arkiverad från originalet den 3 april 2019. https://web.archive.org/web/20190403212517/http://stats.iihf.com/Hydra/690/IHM690000_08_2_0.pdf. Läst 24 april 2019.
10. ↑  ”Semi-final format changed”. IIHF. https://www.iihf.com/en/events/2019/wm/news/11183/semi-final-format-changed. Läst 10 maj 2019.
11. ↑  Hansson, Sofie (27 maj 2019). ”Tre Kronor intar femteplatsen i hockey VM 2019 - VMhockey.se”. Hockey-VM 2020 i Schweiz. https://vmhockey.se/tre-kronor-intar-femteplatsen-i-hockey-vm-2019/. Läst 20 november 2019.
12. 1 2 3  
”Stone named MVP”. iihf.com. https://www.iihf.com/en/events/2019/wm/news/13071/stone-named-mvp. Läst 27 maj 2019.
13. ↑  ”IIHF ICE HOCKEY WORLD CHAMPIONSHIPS DIV I GROUP A - COMPETITION SCHEDULE” (på engelska). IIHF. http://stats.iihf.com/Hydra/688/IHM688000_08_3_0.pdf. Läst 24 april 2019.
14. ↑  ”IIHF ICE HOCKEY WORLD CHAMPIONSHIP DIV I GROUP A - FINAL RANKING”. IIHF, internationella ishockeyförbundet. http://stats.iihf.com/Hydra/688/IHM688000_FINAL_RANKING_1_0.pdf. Läst 9 maj 2019.
15. ↑  ”IIHF ICE HOCKEY WORLD CHAMPIONSHIPS DIV I GROUP B - COMPETITION SCHEDULE” (på engelska). IIHF. http://stats.iihf.com/Hydra/691/IHM691000_08_1_0.pdf. Läst 24 april 2019.
16. ↑  ”IIHF ICE HOCKEY WORLD CHAMPIONSHIP DIV I GROUP B - FINAL RANKING”. IIHF, internationella ishockeyförbundet. http://stats.iihf.com/Hydra/691/IHM691000_FINAL_RANKING_1_0.pdf. Läst 9 maj 2019.
17. ↑  ”IIHF ICE HOCKEY WORLD CHAMPIONSHIPS DIV II GROUP A - COMPETITION SCHEDULE” (på engelska). IIHF. http://stats.iihf.com/Hydra/692/IHM692000_08_2_0.pdf. Läst 24 april 2019.
18. ↑  ”IIHF ICE HOCKEY WORLD CHAMPIONSHIP DIV II GROUP A - FINAL RANKING”. IIHF, internationella ishockeyförbundet. http://stats.iihf.com/Hydra/692/IHM692000_FINAL_RANKING_1_0.pdf. Läst 24 april 2019.
19. ↑  ”IIHF ICE HOCKEY WORLD CHAMPIONSHIPS DIV II GROUP B - COMPETITION SCHEDULE” (på engelska). IIHF. http://stats.iihf.com/Hydra/693/IHM693000_08_1_0.pdf. Läst 24 april 2019.
20. ↑  ”IIHF ICE HOCKEY WORLD CHAMPIONSHIP DIV II GROUP B - FINAL RANKING”. IIHF, internationella ishockeyförbundet. http://stats.iihf.com/Hydra/693/IHM693000_FINAL_RANKING_1_0.pdf. Läst 28 april 2019.
21. ↑  ”IIHF ICE HOCKEY WORLD CHAMPIONSHIPS DIV III - COMPETITION SCHEDULE” (på engelska). IIHF. http://stats.iihf.com/Hydra/694/IHM694000_08_1_0.pdf. Läst 24 april 2019.
22. ↑  ”IIHF ICE HOCKEY WORLD CHAMPIONSHIP DIV III - FINAL RANKING”. IIHF, internationella ishockeyförbundet. http://stats.iihf.com/Hydra/694/IHM694000_FINAL_RANKING_1_0.pdf. Läst 30 april 2019.
23. ↑  ”IIHF ICE HOCKEY WORLD CHAMPIONSHIPS DIV IIIQ - COMPETITION SCHEDULE” (på engelska). IIHF. http://stats.iihf.com/Hydra/695/IHM695000_08_1_0.pdf. Läst 24 april 2019.
24. ↑  ”IIHF ICE HOCKEY WORLD CHAMPIONSHIP DIV IIIQ - FINAL RANKING”. IIHF, internationella ishockeyförbundet. http://stats.iihf.com/Hydra/695/IHM695000_FINAL_RANKING_1_0.pdf. Läst 24 april 2019.